# Bezirk Penonomé
Penonomé ist ein Bezirk (distrito) der Provinz Coclé in Panama. Die Einwohnerzahl betrug laut Volkszählung 2023 104.326.

## Gliederung
Der Bezirk Penonomé ist administrativ in folgende Corregimientos unterteilt:
- Penonomé
- Cañaveral
- Coclé
- Chiguirí Arriba
- El Coco
- Pajonal
- Río Grande
- Río Indio
- Toabré
- Tulú
- Boca de Tucué
- Candelario Ovalle
- General Victoriano Lorenzo
- Las Minas
- Riecito
- San Miguel

## Wirtschaft
Nach Angaben des Ministerio de Comercio e Industrias Dirección Regional de Coclé, Departamento de Comercio Interior, gibt es im Bezirk Penonomé insgesamt 694 Gewerbebetriebe, davon 449 Großhandelsbetriebe und die restlichen 245 Einzelhandelsbetriebe. In ländlichen Gemeinden gibt es Lebensmittelgeschäfte, Geschäfte und Kioske. Nach der Wirtschaftstätigkeit sind sie wie folgt verteilt: 86 Kantinen, 77 Mini-Supermärkte, 70 Kioske, 41 Lebensmittelgeschäfte, 30 Geschäfte, darunter die bedeutendsten Einzelhandelsgeschäfte.
Der Dienstleistungssektor ist im Bezirk mit 78 Hotel- und Gaststättenbetrieben vertreten. In den Bereichen Immobilien, Gewerbe und Vermietung verfügen die Unternehmen über 58 Niederlassungen. Transport-, Lager- und Kommunikationstätigkeit, 9 Niederlassungen. Es gibt 58 Einrichtungen, die als sonstige Dienstleistungen ausgewiesen sind, darunter Lehrtätigkeiten, soziale Dienste, Gesundheitsdienste sowie andere gemeinschaftliche, soziale und persönliche Dienstleistungsaktivitäten. Eine weitere wirtschaftliche Aktivität, die zur Wirtschaft des Bezirks beiträgt, ist das Kunsthandwerk, das in der Kultur der Penonomeño eine wichtige Rolle spielt.